# Менесес, Алекс
Алекс Менесес (англ. Alex Meneses, род. 12 февраля 1965) — американская актриса и бывшая модель, известная благодаря ролям на телевидении.
Менесес родилась в Чикаго, штат Иллинойс. Сразу после окончания средней школы она работала фотомоделью в Милане, Италия, а в середине 1990-х перебралась в Лос-Анджелес, чтобы начать актёрскую карьеру, появляясь в телевизионных ситкомах, таких как «Друзья». В 1997 году она появилась в фильме «Селена», а затем взяла на себя второстепенную роль в сериале «Доктор Куин, женщина-врач».
Менесес за свою карьеру появилась в более сорока телевизионных шоу, включая «Теперь в любой день», «Морская полиция: Спецотдел», «C.S.I.: Место преступления» и «Голдберги». На регулярной основе она снялась в недолго просуществовавшем сериале ABC «10-8: Дежурные офицеры» в 2003-04 годах. У неё также были второстепенные роли в ситкомах «Хьюли» и «Все любят Рэймонда». В 2015 году Менесес начала сниматься в комедийном сериале NBC «Теленовелла», играя роль основной злодейки.

## Фильмография
- Бессмертные (1995)
- Селена (1997)
- Рискуя жизнью (1997)
- Истребитель (1999)
- Флинтстоуны в Рок-Вегасе (2000)
- Автофокус (2002)
- Безумные деньги (2005)
- Огонь из преисподней (2009)
- Сбиться с пути (2009)
- Обкуренные (2017)
- Почему женщины убивают / Why Women Kill (2019) — Морин Беннетт